# 五里峰站
五里峰站是一个峰福线上的铁路车站，位于江西省上饶市铅山县武夷山镇车盘村五里峰，建于1998年，目前为五等站，邮政编码为334514。目前客运：办理旅客乘降；不办理行李、包裹托运；不办理货运营业。